# Víctor Grange
Grange  González est un nom espagnol. Le premier nom de famille, en général paternel, est Grange ; le second, en général maternel, souvent omis, est González.
Víctor Grange, né le 18 mars 1994, est un coureur cycliste paraguayen. Il est devenu  champion national à de multiples reprises. 

## Palmarès et résultats

### Par année
- 2009
  -  Champion du Paraguay sur route cadets
  -  Champion du Paraguay du contre-la-montre cadets
- 2013
  -  Champion du Paraguay sur route espoirs
  -  Champion du Paraguay du contre-la-montre espoirs
  - Copa Independencia de la República Argentina
- 2014
  -  Champion du Paraguay du contre-la-montre espoirs
- 2015
  -  Champion du Paraguay sur route espoirs
  -  Champion du Paraguay du contre-la-montre espoirs
- 2016
  -  Champion du Paraguay sur route espoirs
  -  Champion du Paraguay du contre-la-montre espoirs
- 2017
  -  Champion du Paraguay du contre-la-montre
  - 2e étape de la Vuelta Alto Parana
  - 2e étape du Giro d'Hernandarias (contre-la-montre)
- 2018
  -  Champion du Paraguay du contre-la-montre
  - Copa Paraguay Bikes :
    - Classement général
    - 1re étape (contre-la-montre)

  - Copa Tres Fronteras :
    - Classement général
    - 1re étape (contre-la-montre)

  - 4e étape du Giro d'Hernandarias
  - Copa Jaguarete :
    - Classement général
    - 1re étape (contre-la-montre)
- 2019
  -  Champion du Paraguay du contre-la-montre
  - Copa Paraguay Bikes :
    - Classement général
    - 1re étape (contre-la-montre)
- 2020
  -  Champion du Paraguay sur route
  - 2e du championnat du Paraguay du contre-la-montre

### Classements mondiaux
| Année            | 2016 | 2017 | 2018 |
| ---------------- | ---- | ---- | ---- |
| UCI America Tour | 410e |      | 222e |